# Synchiropus delandi
Synchiropus delandi är en fiskart som beskrevs av Fowler, 1943. Synchiropus delandi ingår i släktet Synchiropus och familjen sjökocksfiskar. Inga underarter finns listade i Catalogue of Life.